# Ischnomera nigra
Ischnomera nigra là một loài bọ cánh cứng trong họ Oedemeridae. Loài này được Leconte miêu tả khoa học năm 1852.